# کشتار عیلبون

صفی از خانه های جدید در روستای عیلبون.

کشتار عیلبون توسط ارتش اسرائیل طی عملیات حیرام در ۳۰ اکتبر ۱۹۴۸ انجام شد. تنها ۱۴ نفر از مردان روستای مسیحی عیلبون کشته شده که ۱۲ نفر از آنان توسط ارتش اسرائیل پس از محاصره روستا اعدام شدند. باقی مانده روستاییان به لبنان اخراج شده و به عنوان آوارگان چند ماه در آن کشور ساکن بودند. سپس طی موافقت نامه ای که بین ارتش اسرائیل و اسقف اعظم Maximos V Hakim تنظیم گشت، آوارگان مجاز به برگشت شدند.
این یکی از چند روستای عرب نشین که در نهایت بیشتر آوارگان توانستند بازگردند. این قتل‌عام توسط فیلمی به نام فرزندان علیبون به نمایش کشیده شده‌است. این فیلم که توسط Hisham Zreiq تهیه شده، بر اساس گفته‌های روستاییان است.

## شرح واقعه
روستاهای مسیحی نشین علی‌رغم اینکه با نیروهای یشوف موافق بودند یا نه، به‌طور کلی در صلح با این نیروها قرار گرفته بودند. ارتش آزادی‌بخش عربی Fawzi al-Qawuqji's روستای عیلبون را اشغال کردند. در ۱۲ سپتامبر ۱۹۴۸، دو سرباز اسرائیلی در تپه ای نزدیک hilltop خروجی ۲۱۳ کشته شدند. سر این سربازان توسط ارتش آزادی‌بخش عرب و ساکنان روستا طی فرآِیندی در روستا گردانده شد.
در جنگی که خارج از روستا بود، ۶ سرباز اسرائیلی زخمی و ۴ ماشین زرهی از بین رفتند. در این نبرد که بخشی از عملیات حیرام بود، این ارتش در ۳۰ اکتبر ۱۹۴۸ وارد روستا شده و آنجا را محاصره کردند. روستاییان در حالی که پرچم‌های سفید خود را بالا برده بودند، توسط ۴ کشیش محلی همراهی می‌شدند. اکثر روستاییان در دو کلیسا مخفی شده بودند. سربازان نیز بابت تلفات جنگ، مراسمی که برای سر آن دو سرباز گرفته شده بود و کشف سر در یکی از خانه‌های روستا عصبانی بودند.
به استناد نامه ای از سوی بزرگان روستا، یک روستایی کشته شد و فردی در میدان روستا توسط نیروهای ارتش اسرائیل زخمی شد. یکی از سربازان به نام "هایم باتاتا" 12 مرد جوان را به طور تصادفی انتخاب کرد و با یک دست به آنها اشاره کرد در حالی که دست دیگر تفنگی در دست داشت که برای شلیک به آن افراد استفاده می شد.
و در حالی که ۸۰۰ نفر از روستاییان را جمع‌آوری کرده بودند، ۱۲ مرد جوان را در مقابل آنان اعدام کردند. پیرمردی توسط تیراندازی‌های ماشین زرهی کشته شد. حدود ۴۲ پسر جوان اسیر شدند و باقی ساکنان به لبنان اخراج شدند.و برای چند ماه به عنوان پناهنده زندگی کردند.
حدود ۵۲ روستایی عمدتاً افراد سالخورده و کودکان در روستای عیلبون باقی ماندند. کشیش‌ها از خروج روستاییان شکایت کرده بودند و خواستار بازگشت آنان بودند. به دنبال تحقیقات سازمان ملل و فشار واتیکان و همچنین بحث‌هایی که در دولت اسرائیل به وجود آمد، روستاییان مجاز به برگشت شدند و تحت بخشی از توافق‌نامه ۱۹۴۹ بین دولت اسرائیل و اسقف اعظمMaximos V Hakim در مقابل خواسته‌های بعدی اسقف، روستاییان به عنوان شهروندان اسرائیلی معرفی شدند.
این رویداد در گزارش ناظران سازمان ملل ثبت شد. در سال ۱۹۸۳ بنای یادبودی به مناسبت بزرگداشت قربانیان این قتل‌عام در نزدیکی قبرستان مسیحیان روستا ایجاد شد. بنای یادبود دوم در سال ۱۹۹۸ ساخته شد که بعد از مدت کوتاهی بمب‌گذاری شد.